# Iacopo Cicognini
Iacopo Cicognini (Castrocaro, 27 marzo 1577 – Firenze, 27 ottobre 1631) è stato un poeta e drammaturgo italiano.

## Biografia
Oltre alle attività di drammaturgo e poeta svolse quella di notaio nel 1606 a Firenze.
Morì suicida nel 1631 in circostanze poco chiare.
Aveva un figlio: il drammaturgo e librettista Giacinto Andrea Cicognini.

## Opere
- Canzone sopra la santiss.ma Nunziata di Fiorenza, Firenze, Giorgio Marescotti, 1596.
- Il martirio di S.a Agata, Firenze, Giunti, 1624.
- Il gran Natale di Christo salvator nostro, Firenze, Giunti, 1625.
- La finta mora, Firenze, Giunti, 1625.
- Lagrime di Gieremia profeta, Firenze, Zanobi Pignoni, 1627.
- In lode del famoso signor Galileo Galilei, Firenze, Giovanni Battista Landini, 1631.
- Il trionfo di David, Firenze, Zanobi Pignoni, 1631.